# Vojnovo (Silistra)
Vojnovo (Bulgaars: Войново) is een dorp in het noordoosten van Bulgarije. Zij is gelegen in de gemeente Kaïnardzja in de oblast Silistra. Het dorp ligt ongeveer 21 km ten zuidoosten van Silistra en 361 km ten noordoosten van de hoofdstad Sofia. 

## Bevolking
De telling van 1934 registreerde 983 inwoners. Dit aantal bereikte in 1946 een hoogtepunt met 984 personen. Sindsdien loopt het bevolkingsaantal in een rap tempo terug. Op 31 december 2019 werden er 101 inwoners geteld. Van de 151 inwoners reageerden er 151 op de optionele volkstelling van 2011. De etnische Bulgaren waren met 144 personen de grootste groep (95,4%), gevolgd door Bulgaarse Turken (7 personen, oftewel 4,6%).
Het dorp heeft een ongunstige leeftijdsopbouw. Van de 151 inwoners die in februari 2011 werden geregistreerd, waren er 15 jonger dan 15 jaar oud (10%), terwijl er 68 inwoners van 65 jaar of ouder werden geteld (45%).